# Аллиленгий
Аллиле́нгий (позднегреч. ἀλληλέγγυον — «взаимное ручательство», от др.-греч. ἄλλην — «то туда, то сюда; с разных сторон» + др.-греч. ἐγγύη — «залог, порука, ручательство») — византийский налог. Этот налог накладывался на богатых собственников земли, если их бедные соседи не могли в полном объёме уплатить подати, или же, если соседствующие с ними земельные участки были брошены хозяевами.
Существовали две формы аллиленгия. Первая, введенная Никифором I относится к крестьянам, входящим в крестьянские общины. Эта форма аллиленгия носила исключительно фискальный характер и была предназначена для максимизации сбора налогов. Крайняя непопулярность данной меры обусловила отказ преемников Никифора I от её систематического применения.
Вторая форма была введена Василием II Болгаробойцем. Она относится к крупным земельным собственникам (динатам), которые должны уплачивать подати за выморочные земельные участки бедноты и заброшенные земельные участки. Эта форма аллиленгия преследовала не только фискальные, но и политические цели — ослабление крупных землевладельцев.
Аллиленгий был отменен императором Романом Аргиром в 1028 году.